# مدیر یک‌دقیقه‌ای
کتاب مدیر یک دقیقه‌ای (به انگلیسی: The One Minute Manager) به قلم کن بلانچارد و اسپنسر جانسون نگاشته شده است. بر اساس اعلام وب‌سایت بلانچارد، تاکنون بیش از ۱۳ میلیون نسخه از این کتاب به فروش رفته و به ۳۷ زبان دنیا ترجمه شده است. این کتاب در قالب داستان نوشته شده و ابزار موفقیت یک مدیر را بیان می کند. این کتاب روش‌ها جدید تشویق و تنبیه را نیز معرفی می کند.
پس از انتشار این کتاب، کتاب‌های دیگری نیز به تبعیت از آن منتشر شدند که از میان آنها می‌توان به رهبری و مدیر یک دقیقه‌ای، نوشته کن بلانچارد، پاتریشیا زیگارمی و درا زیگارمی اشاره کرد. در این کتاب، اصول مربوط به رهبری موقعیتی دو مطرح شده است.